# John Howard Dellinger
John Howard Dellinger (Cleveland, 3 de julho de 1886 — 28 de dezembro de 1962) foi um engenheiro de telecomunicações estadunidense.
Descobriu o efeito causado por erupções solares em ondas curtas de rádio (efeito Dellinger).